# Qobustan (distriktshuvudort)
Qobustan (ryska: Мараза) är en distriktshuvudort i Azerbajdzjan.   Den ligger i distriktet Qobustan Rayonu, i den östra delen av landet, 80 km väster om huvudstaden Baku. Qobustan ligger 771 meter över havet och antalet invånare är 3 754.
Terrängen runt Qobustan är lite kuperad. Qobustan är det största samhället i trakten. 
Omgivningarna runt Qobustan är i huvudsak ett öppet busklandskap. Runt Qobustan är det ganska glesbefolkat, med 31 invånare per kvadratkilometer.